# Jasenice (Chorvatsko)
Jasenice je vesnice a opčina, která se nachází v Chorvatsku, v rámci jeho členění spadá do Zadarské župy.

## Obyvatelstvo
V roce 2001 v opčině žilo 1398 obyvatel, z čehož 1272 připadalo na stejnojmennou vesnici. Opčina kromě vlastní vesnice zahrnuje také vesnice Maslenica, Rovanjska a Zaton Obrovački.